# Wang Gukailai
Det här är en artikel om en person med kinesiskt personnamn; Wang är familjenamnet.
Wang Gukailai (kinesiska: 王谷开来), född 7 augusti 2003, är en kinesisk simmare.

## Karriär
Vid universiaden 2021 i Chengdu, som arrangerades 2023, var Wang en del av Kinas kapplag som tog guld på både 4×100 meter medley och 4×100 meter mixad medley. Vid asiatiska spelen 2022 i Hangzhou, som också arrangerades 2023, tog han silver på 50 meter ryggsim.